# Sam Nusum
Sam Nusum (3 ottobre 1943) è un ex calciatore bermudiano, di ruolo portiere.

## Biografia
Anche il fratello John è stato un calciatore professionista, e anche il di lui figlio, John Barry ne ha seguito le impronte, divenendo anch'egli calciatore.

## Carriera

### Club
Trasferitosi in Canada, milita con il Montréal Olympique dal 1972 al 1973 nella North American Soccer League, non riuscendo con la sua squadra a superare la fase a gironi in entrambe le stagioni.
Nella stagione 1974 passa agli esordienti del Vancouver Whitecaps, con cui non supera la fase a gironi.
Nella stagione seguente passa agli statunitensi del N.Y. Cosmos, con cui nuovamente non raggiunge l'accesso alla fase finale del torneo.

### Nazionale
Ha giocato nella nazionale di calcio di Bermuda.